# Carl Gustaf Tessin

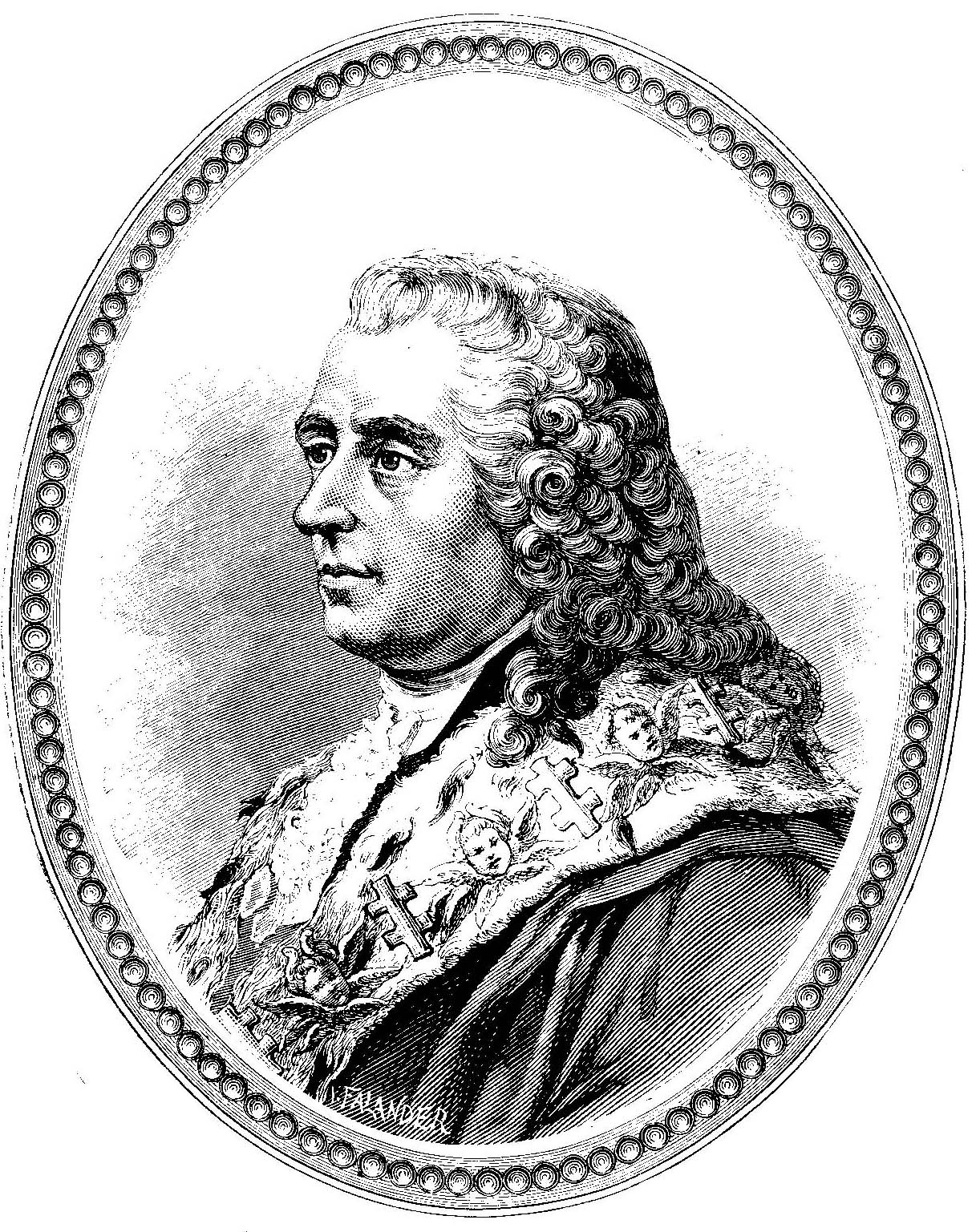
Tessin in “Femtio porträtt af ryktbara svenskar”

Carl Gustaf Tessin (* 5. September 1695 in Stockholm; † 7. Januar 1770 auf Schloss Åkerö, Gemeinde Flen), Sohn von Nicodemus Tessin d. J., war ein schwedischer Politiker und Reichsrat sowie Präsident der Staatskanzlei, der er zwischen 1747 und 1752 vorstand. Von 1738 bis 1739 war er Landmarschall (Vorsitzender) des schwedischen Ständereichstags. Er gilt als einer der einflussreichsten schwedischen Politiker des 18. Jahrhunderts.

## Familie
Sein Vater stammte aus bürgerlicher Familie und gehörte dem niederen Adel an, seine Mutter Hedvig Eleonora Stenbock (1658–1714) war dagegen aus dem Hochadel, mit der Königin Katharina Stenbock verwandt und Hofdame von Königin Hedwig Eleonora von Schleswig-Holstein-Gottorf.

## Politische Laufbahn
Tessin wählte die politisch-diplomatische Laufbahn und war zunächst Anhänger der Partei des  holsteinischen Herzogs als Nachfolger auf den schwedischen Thron. Ab 1725 war er Botschafter in Wien. Auf den Reichstagen 1726/27 und 1731, wo er sich als brillanter Redner und führender Vertreter der Hutpartei einen Namen machte, war er in Opposition zur Regierung von Arvid Horn, der von der Mützenpartei unterstützt wurde. 1735/36 war er erneut Botschafter in Wien und 1738 wurde er zum Marschall des Ständereichstags gewählt. 1739 war er maßgeblich am Sturz der Regierung von Arvid Horn beteiligt. 1739 bis 1742 war er Botschafter in Paris, wo er durch seine gesellschaftliche Gewandtheit und Eloquenz sehr zur von der Hutpartei angestrebten Allianz von Schweden und Frankreich beitrug. 1743 wurde er mit einer wichtigen diplomatischen Mission nach Kopenhagen betraut, um die dänisch-schwedischen Beziehungen zu fördern, und 1744 begleitete er die Schwester Friedrichs des Großen Luise Ulrike von Preußen aus Berlin nach Schweden, wo sie den schwedischen Kronprinzen Adolf Friedrich heiratete. 1746 bis 1752 war er Präsident der Reichskanzlei und leitete damit die schwedische Politik. Er versuchte durch eine Verbindung mit Dänemark ein Gegengewicht zu Russland zu schaffen, was ihn allerdings dem aus dem traditionell antidänischen Haus Holstein-Gottorf stammenden König entfremdete. Mit der Thronbesteigung von Adolf Friedrich 1752 endete seine Präsidentschaft und zwei Jahre später verlor er auch seinen Posten als Oberhofmeister des Kronprinzen Gustav. Tessin zog sich auf sein Gut  Åkerö zurück.

## Weitere Interessen
Tessin förderte Kunst und Wissenschaft. Zusammen mit dem Architekten Carl Hårleman gilt Tessin als Gründer der Königlichen Akademie der freien Künste. 1741 wurde er in die Königlich Schwedische Akademie der Wissenschaften aufgenommen. Er hatte eine eigene Naturaliensammlung und lud Carl von Linné ein, damals noch ein aufstrebender Arzt in Stockholm, mit dem er sich befreundete und den er später vielfach förderte, in seinem Palast in Stockholm zu wohnen und seine Naturaliensammlung zu ordnen. 1753 erschien Linnés Katalog der Sammlung (Museum Tessinianum). Das Sammeln von Naturalien war damals im Adel und Bürgertum in Mode und auch das Königspaar Luise Ulrike und Adolf Friedrich hatte eine große Sammlung, die Linné ebenfalls ordnete.
Seine Frau war die Hofdame Ulla Tessin, geborene Sparre, die er 1727 heiratete.

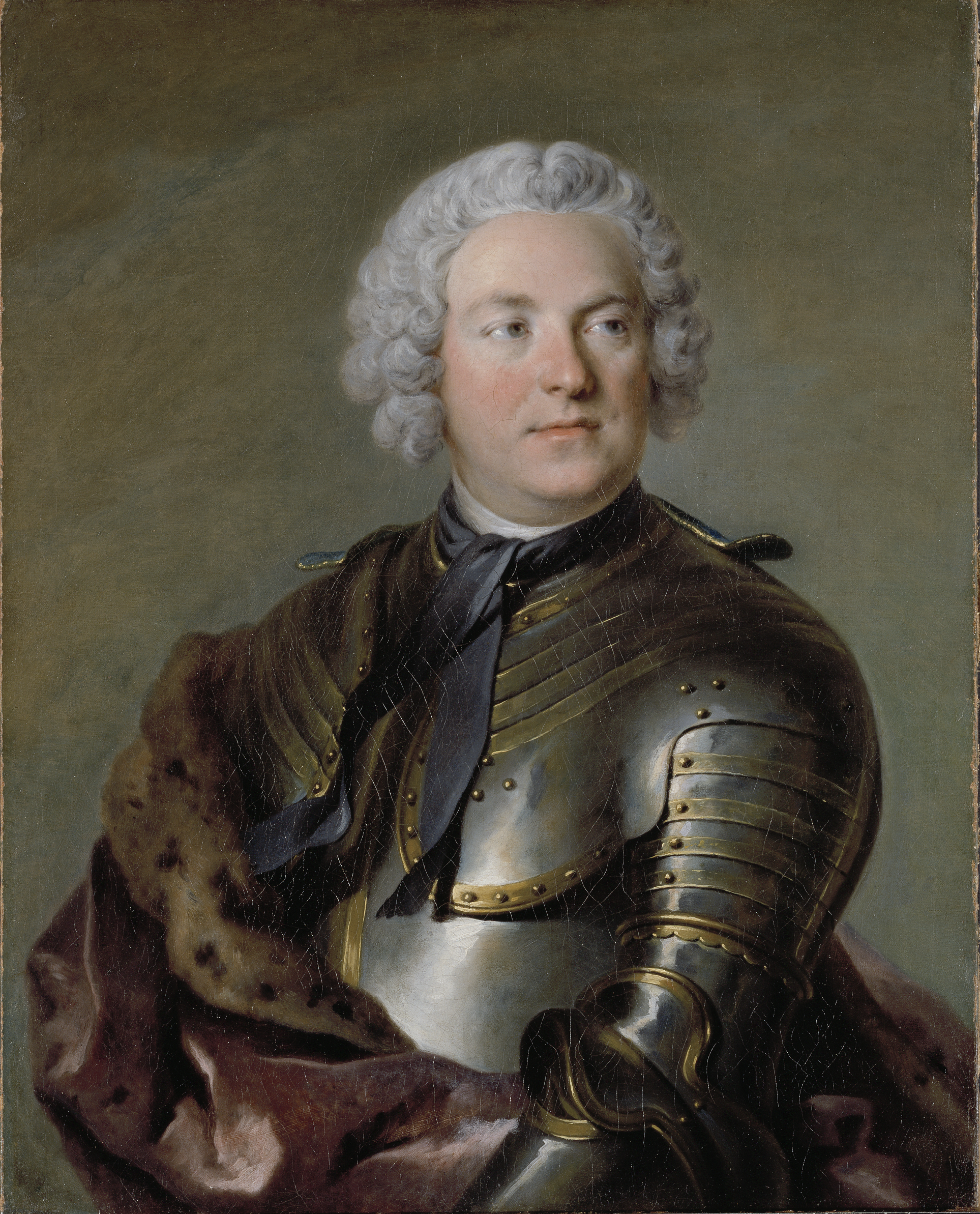
Porträt von Louis Tocqué (1696–1772) von 1741, Nationalmuseum Stockholm

## Werke
- ein 29-bändiges Tagebuch, das nur in Teilen publiziert wurde:
  - Tessin och Tessiniana (1819), herausgegeben von Fredrik von Ehrenheim
  - K. G. Tessins Dagbok (1824), herausgegeben von Gustaf Adolph Montgomery
- En gammal mans bref til en ung Prins (1756)